# Polycythemie
Polycythemie, erytremie, erytrocytose, hyperglobulie of polyglobulie is een stoornis waarbij het gehalte aan rode bloedcellen (erytrocyten) in het bloed: de hematocriet, te hoog is. Het is dus het tegengestelde van bloedarmoede (anemie). Een absolute polycythemie wordt veroorzaakt door een te groot aantal rode bloedcellen; een relatieve polycythemie is het gevolg van een te klein plasmavolume ("uitdroging").
Verschijnselen zijn: rood gelaat, hoofdpijn en jeuk. Ook komen vaker trombotische processen voor.
Er wordt bij absolute polycythemie onderscheid gemaakt tussen twee vormen:
primaire polycythemie (polycythaemia vera, ziekte van Vaquez-Osler)De primaire vorm wordt veroorzaakt door een vergrote aanmaak, woekering, van beenmergcellen die rijpen tot rode bloedcellen. De oorzaak hiervan is onbekend, maar kan mogelijk resulteren in leukemie of myelofibrose (verbindweefseling van het beenmerg).
secundaire polycythemieDeze vorm is een compensatieverschijnsel bij chronisch zuurstofgebrek, bijvoorbeeld bij pulmonale hypertensie of leven op grote hoogte. Het lichaam compenseert het zuurstoftekort met de aanmaak van extra rode bloedcellen, die verantwoordelijk zijn voor het zuurstoftransport in het lichaam.
Secundaire polycythemie kan ook kunstmatig worden veroorzaakt door het gebruik van bloeddoping of erytropoëtine (epo). Daarbij worden respectievelijk extra rode bloedcellen toegevoegd middels een infuus of wordt het beenmerg aangezet tot het aanmaken van extra rode bloedcellen.